# Guerra al hampa
La guerra al hampa es una historieta de Zipi y Zape publicada en 1973 por el historietista español José Escobar Saliente.

## Trayectoria editorial
Se publicó en forma seriada en la revista Mortadelo números 147 a 157. 
En 1990, se recopiló como número 37 de la colección de álbumes Magos del Humor.

## Argumento
Tras una casualidad, los gemelos Zipi y Zape detienen a un delincuente. A partir de ahí comenzarán a colaborar con Don Ángel, el guardia de la zona, y lograrán detener a todos los malhechores de la región.

### Detenciones
- Catedrático: el primero en caer. Zipi le esposó y le robó discretamente su ganzúa, por lo que no pudo escapar.
- El Tute: Canalizado por un desagüe acaba en el hospital y es posteriormente detenido.
- Atracador bancario: pillado por Zipi y Zape en la estación.
- Ladrones de elefantes: usaban a estos animales para planchar. Fueron localizados.
- El Chandungo: se fuga de la cárcel, pero es detenido.
- Falsificador: también es pillado.
- Berenjeno: se estrella con el coche y es detenido.
- Contrabandistas: en la frontera, detenidos gracias a Zipi y a Zape.
- Rotativo: atrapado con una trampa.
- Ladrones de perros: pillados gracias a una trampa.
- Ladrón de bolas: vendía a los fantasmas las bolas de la cárcel. Como ya estaba detenido se le expulsó a la calle.